# Hausrollbahn

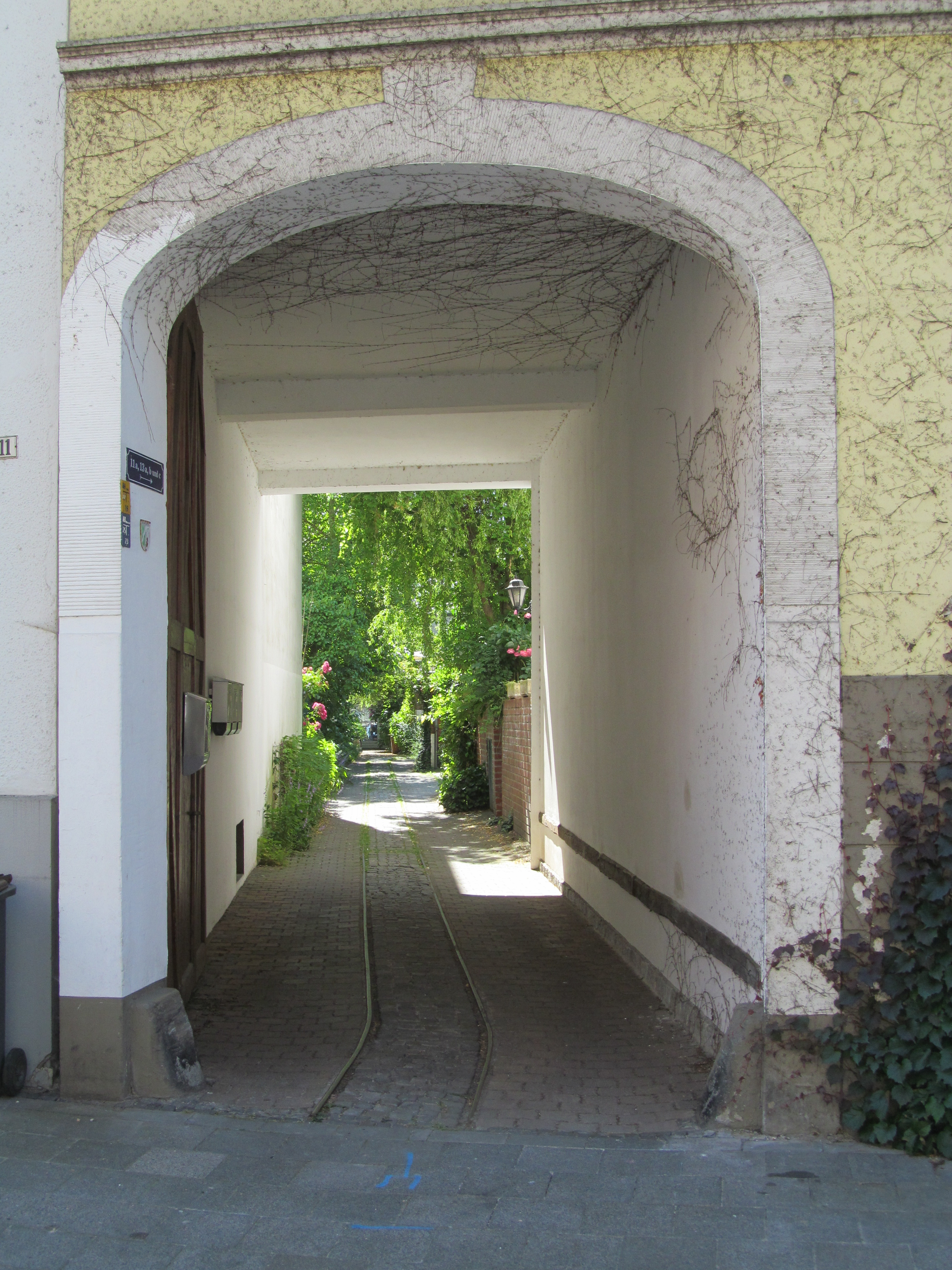
Gebäudeeinfahrt mit Hausrollbahn in Münster, das Gleis ging vermutlich noch über den Gehweg weiter

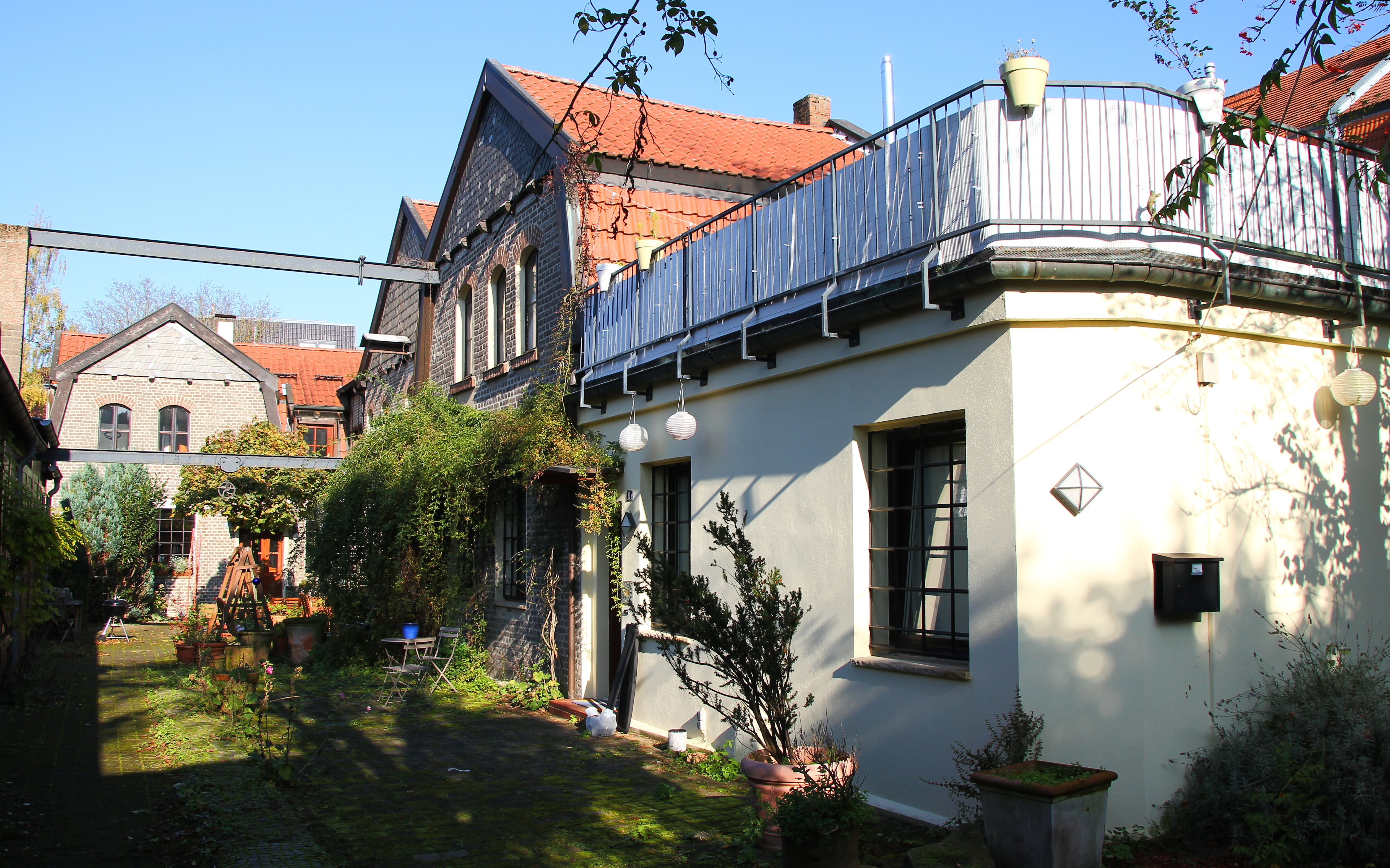
Hinterhof derselben Hausrollbahn zwischen ehemaligen Werkstätten und ehemaliger Krananlage zur Verladung

Eine Hausrollbahn ist eine Rollbahn, die auf einer kurzen, ebenen Strecke ein Hinterhaus oder einen Hinterhof mit der Straße verbindet.
Der überwiegende Nutzen von Hausrollbahnen war der Transport von Waren und Maschinen zwischen in hinteren Gebäudeteilen liegenden Werkstätten durch die Gebäudeeinfahrt auf die Straße. Die Transportgüter wurden auf handgeschobenen Flachwagen befördert.

## Verbreitung
Hausrollbahnen waren in Wien, vor allem in den inneren Bezirken, verbreitet. Außerhalb von Wien sind erhaltene Gleise von Hausrollbahnen in Münster-Kreuzviertel und in der Pölkenstraße 22 in Quedlinburg bekannt.